# 阳光警察
《阳光警察》(英語：The Sunshine Cops)，是嘉禾电影有限公司出品的动作喜剧电影，由劳剑华执导，冯德伦、张智尧、李心洁等主演。
影片讲述了警界新丁柠檬仔和萨米因自己的外貌和性格入选成为第一代阳光警察，在经历了一系列事件后逐渐成熟的故事。

## 劇情
为建立二十一世纪警队新形象，拉近与公众的距离，香港警署公共关系科全力推出“阳光警察”计划。经过严格挑选，柠檬仔（冯德伦饰）和萨米（张智尧饰）凭借健康的体能、良好的心态和灿烂的笑容，成为第一代“阳光警察”。随后，他俩参加了一系列宣传活动，提高了“阳光警察”在市民中的知名度。一次，他俩在执行任务时，救出了一群被神经妄想症吓得惊恐万状的幼儿园孩子，消息传开，“阳光警察”更成了许多青年心目中的偶像，贵族学校学生凯蒂也由仰慕他们进而成了他们的好朋友。然而，一场危机正悄悄向他们逼近，更大的考验在等待着“阳光警察”。

## 演員
- 冯德伦 飾 柠檬仔/O仔（阳光警察）
- 张智尧 飾 萨米/sammy（阳光警察，出身警察世家）梁偉德 配音
- 李心洁 飾 凯蒂/Katy（阳光警察的好友）
- 童爱玲 飾 苏慧玲/Margarita（负责培训阳光警察的督察）
- 王凯韦 飾 Sunny sdu 警員
- 连凯 飾 首领
- 林尚义 飾 柠檬仔父
- 陈曼娜 飾 柠檬仔母
- 韩马利 飾 萨米母
- 罗山 飾 萨米父
- 陈芷菁 飾 萨米姐
- 周子驹 飾 Jason
- 韦基舜 飾 副处长
- 唐丽球 飾 高级女督察
- 陈键锋 飾 面试警察
- 林雪 飾 古惑仔
- 黄浩然 飾 消防员
- 王均 飾 神经汉
- 欧绮霞 飾 跳楼少女
- 雷宇扬 飾 经理人
- 陈任 飾 傅亨
- 陈建颖 飾 O仔朋友
- PhilipKwok 飾 导演
- 雄仔 飾 水晶铺老板
- 汤罗文 飾 Landon
- 叶步奇 飾 SDU
- 李建文 飾 SDU
- 奕桂庭 飾 指挥官
- 陈宝俊 飾 公共关系科
- Grace 飾 公共关系科
- 黄伟辉 飾 保镳
- 黎洁屏 飾 柠檬仔妹
- 郭文奇 飾 记者
- 钱荣威 飾 CD店主
- 王祖蓝 飾 学生
- 高可慧 飾 学生
- 梁嘉琪 飾 學生
- 黎倩欣 飾 學生
- Conny 飾 學生
- 周子俊 飾 學生
- 曾之柏 飾 學生
- 范煜汶 飾學生
- 郭铭章 飾 學生
- KK 飾 學生

## 外部連結
- 開眼電影網上《陽光警察 Sunshine Cops 》的資料（繁體中文）
- 爛番茄上《陽光警察》的資料（英文）
- 互联网电影数据库（IMDb）上《陽光警察》的资料（英文）